# Kanajewka
Kanajewka (ros. Канаевка) – wieś (sieło) w Rosji, w obwodzie penzeńskim, w rejonie gorodiszczeńskim. W 2010 liczyła 1749 mieszkańców.